# 125. Infanterie-Division (Wehrmacht)
Die 125. Infanterie-Division (125. ID) war ein Großverband des Heeres der deutschen Wehrmacht im Zweiten Weltkrieg. Sie ist inoffiziell auch als „Wiesel“-Division bekannt.

## Divisionsgeschichte
Die Division wurde im Oktober 1940 als Teil der 11. Aufstellungswelle auf dem Truppenübungsplatz Münsingen im Wehrkreis V aufgestellt. Dazu wurden Abgaben von je einem Drittel der 5., 260. und 25. Infanterie-Division (mot.) verwendet. Nach dem Abschluss der Aufstellung wurde sie im April 1941 bei der Besetzung Jugoslawiens im Rahmen des Balkanfeldzugs eingesetzt, wobei sie der von Norden angreifenden 2. Armee angehörte.
Bei Beginn des Krieges gegen die Sowjetunion wurde die Division zunächst als Reserve der 17. Armee der Heeresgruppe Süd nachgeführt. Anfang Juli wurde sie dem IV. Armeekorps unterstellt und unmittelbar an die Frontlinie bei Ternopol transportiert. In den ersten beiden Monaten des Kampfgeschehens in der Ukraine, wobei sie an den Kesselschlachten von Uman und Kiew teilnahm, verzeichnete die Division 300 Gefallene und 1.800 Verwundete. Im Dezember 1941 wurde sie der 1. Panzerarmee unterstellt und bis zum Juni des folgenden Jahres an der Mius-Front eingesetzt.
Bei Beginn der deutschen Sommeroffensive 1942 (Fall Blau) gehörte die Division zur Gruppe von Wietersheim. Im Juli 1942 war sie an den erbitterten Häuserkämpfen zur Einnahme von Rostow am Don sowie der Don-Brücken bei Bataisk beteiligt und nahm anschließend mit dem V. Armeekorps der 17. Armee am Vorstoß in den Kaukasus teil. Dabei war sie unter anderem an der Einnahme von Noworossijsk beteiligt. Nach dem Rückzug aus dem Kaukasus Anfang 1943 folgten bis September die Kämpfe um den Kuban-Brückenkopf, bevor die Division während der Schlacht am Dnepr erneut der 1. Panzerarmee zugeteilt wurde. Ende 1943 erfolgte die Umgliederung zu einer „Division neuer Art 44“.
Ab Januar 1944 beim XVII. Armeekorps der 6. Armee eingesetzt, wurde die Division wenig später im Zuge der Nikopol-Kriwoi Roger Operation der Roten Armee im Kessel von Nikopol weitgehend vernichtet. Aus den ausgebrochenen Resten wurde die regimentsstarke „Divisionsgruppe 125“ gebildet, die der 302. Infanterie-Division unterstellt wurde. Diese wurde im August 1944 im Zuge der Operation Jassy-Kischinew bei der Heeresgruppe Südukraine vernichtet.

## Unterstellungen
| Datum                          | Armeekorps                        | Armee          | Heeresgruppe | Ort                          |
| ------------------------------ | --------------------------------- | -------------- | ------------ | ---------------------------- |
| November 1940 bis Januar 1941  | XVIII                             | 2. Armee       | C            | Truppenübungsplatz Münsingen |
| Februar/März 1941              | LV                                | 2. Armee       | C            | Truppenübungsplatz Münsingen |
| April 1941                     | LII                               | 2. Armee       | Südost       | Jugoslawien                  |
| Mai 1941                       | LII                               | 11. Armee      | Südost       | Jugoslawien                  |
| Juni 1941                      | Höheres Kommando XXXIV            | 2. Armee       | Süd          | Steiermark, Österreich       |
| Juli 1941                      | IV                                | 17. Armee      | Süd          | Winniza, Ukraine             |
| August 1941                    | XXXXIX                            | 17. Armee      | Süd          | Uman, Ukraine                |
| September/Oktober 1941         | XI                                | 17. Armee      | Süd          | Kiew, Poltawa                |
| November 1941                  | zur Verfügung                     | 17. Armee      | Süd          | Charkow                      |
| Dezember 1941                  | zur Verfügung                     | 1. Panzerarmee | Süd          | Mius                         |
| Januar 1942                    | III                               | 1. Panzerarmee | Süd          | Mius                         |
| Februar 1942 bis Mai 1942      | XIV                               | 1. Panzerarmee | Süd          | Mius                         |
| Juni 1942                      | XIV                               | –              | Süd          | Mius                         |
| Juli 1942                      | LVII                              | –              | Süd          | Rostow                       |
| August 1942 bis Oktober 1942   | V                                 | 17. Armee      | A            | Noworossijsk                 |
| November 1942                  | LVII                              | 17. Armee      | A            | Kaukasus                     |
| Dezember 1942 bis Januar 1943  | Kommandostab z. b. V. von Förster | 17. Armee      | A            | Kaukasus                     |
| Februar 1943 bis Mai 1943      | XXXXIV                            | 17. Armee      | A            | Noworossijsk                 |
| Juni 1943                      | XXXXIX                            | 17. Armee      | A            | Kuban, Taman                 |
| Juli 1943 bis September 1943   | XXXXIV                            | 17. Armee      | A            | Kuban, Taman                 |
| Oktober 1943 bis Dezember 1943 | XVII                              | 1. Panzerarmee | Süd          | Saporoschje, Kriwoi Rog      |
| Januar/Februar 1944            | XVII                              | 6. Armee       | Süd          | Nikopol                      |

## Gliederung
| 1940                                                                                                | 1943                                                                                            |
| --------------------------------------------------------------------------------------------------- | ----------------------------------------------------------------------------------------------- |
| Infanterie-Regiment 419 Infanterie-Regiment 420 Infanterie-Regiment 421 (jeweils I.–III. Bataillon) | Grenadier-Regiment 419 Grenadier-Regiment 420 Grenadier-Regiment 421 (jeweils I.–II. Bataillon) |
| Artillerie-Regiment 125                                                                             |                                                                                                 |
| Aufklärungs-Abteilung 125                                                                           | Divisions-Füsilier-Bataillon 125                                                                |
| Panzerjäger-Abteilung 125                                                                           |                                                                                                 |
| Pionier-Bataillon 125                                                                               |                                                                                                 |
| Divisions-Nachrichtenabteilung 125                                                                  |                                                                                                 |
| Divisions-Nachschubführer 125                                                                       |                                                                                                 |
| –                                                                                                   | Feldersatz-Bataillon 125                                                                        |

## Personen
| Dienstzeit                            | Dienstgrad      | Name                    |
| ------------------------------------- | --------------- | ----------------------- |
| 5. Oktober 1940 bis 24. Dezember 1942 | Generalleutnant | Wilhelm Schneckenburger |
| 24. Dezember 1942 bis 31. März 1944   | Generalleutnant | Helmut Friebe           |

| Dienstzeit                              | Dienstgrad     | Name               |
| --------------------------------------- | -------------- | ------------------ |
| 16. Oktober 1940 bis 15. September 1942 | Major          | Friedrich Niemeyer |
| 15. September 1942 bis 20. Oktober 1943 | Oberstleutnant | Ernst Golling      |
| 20. Oktober 1943 bis 5. März 1944       | Major          | Hermann Adam       |

## Bekannte Divisionsangehörige
- Karl Göbel (1900–1945), war zeitweise Kommandeur des III. Bataillon des Infanterie-Regiments 420 und später Kommandeur vom Infanterie-Regiments 420.
- Kurt Oppenländer (1892–1947), war zeitweise Kommandeur des Infanterie-Regiment 420.